# L'amore è imperfetto
Pour plus de détails, voir Fiche technique et Distribution.
L'amore è imperfetto (littéralement : L'amour est imparfait) est un film dramatique italien réalisé par Francesca Muci, sorti en 2012.

## Fiche technique
- Durée : 92 minutes (1 h 32)

## Distribution
- Anna Foglietta : Elena
- Bruno Wolkowitch : Ettore
- Giulio Berruti : Marco
- Camilla Filippi : Roberta
- Lorena Cacciatore : Adriana